# Why Does It Always Rain on Me?
Why Does It Always Rain on Me? (englisch für „Warum regnet es immer auf mich?“) ist ein Lied der britischen Rockband Travis aus dem Jahr 1999.

## Hintergrund
Musik und Text stammen von Fran Healy. Bei der Produktion wurde Healy von Mike Hedges unterstützt. Das Lied wurde in den Abbey Road Studios aufgenommen und erschien als dritte Singleauskopplung des zweiten Studioalbums The Man Who der Band Travis.
Das Musikvideo wurde im südenglischen Cornwall gedreht, wo die Band Travis vor einem herannahenden Regen flieht und den Sänger im stehenden Vauxhall Viva zurücklässt. Fran Healy gelingt die Flucht aus dem Wagen und er findet bald die anderen Bandmitglieder. Als sie ihn sehen, fliehen sie erneut und springen ins Wasser, das lokal als „Gold Digger’s Mine“ bekannt ist. Das Musikvideo endet damit, dass die gesamte Band in einem auf dem Wasser treibendem Wohnzimmer spielt.

## Rezeption

### Charts und Chartplatzierungen
| ChartsChartplatzierungen     | Höchstplatzierung | Wochen |
| ---------------------------- | ----------------- | ------ |
| Deutschland (GfK)            | 56 (9 Wo.)        | 9      |
| Schweiz (IFPI)               | 87 (1 Wo.)        | 1      |
| Vereinigtes Königreich (OCC) | 10 (8 Wo.)        | 8      |

### Auszeichnungen für Musikverkäufe
| Land/Region                  | Auszeichnungen für Musikverkäufe (Land/Region, Auszeichnung, Verkäufe) | Verkäufe |
| ---------------------------- | ---------------------------------------------------------------------- | -------- |
| Australien (ARIA)            | Gold                                                                   | 35.000   |
| Vereinigtes Königreich (BPI) | Gold                                                                   | 400.000  |
| Insgesamt                    | 2× Gold ·                                                              | 435.000  |